# 高雄路站
高雄路站是青岛地铁2号线的地铁车站，位于中华人民共和国山东省青岛市市南区香港中路与高雄路、江西路交叉口，于2017年12月10日开通。

## 车站结构

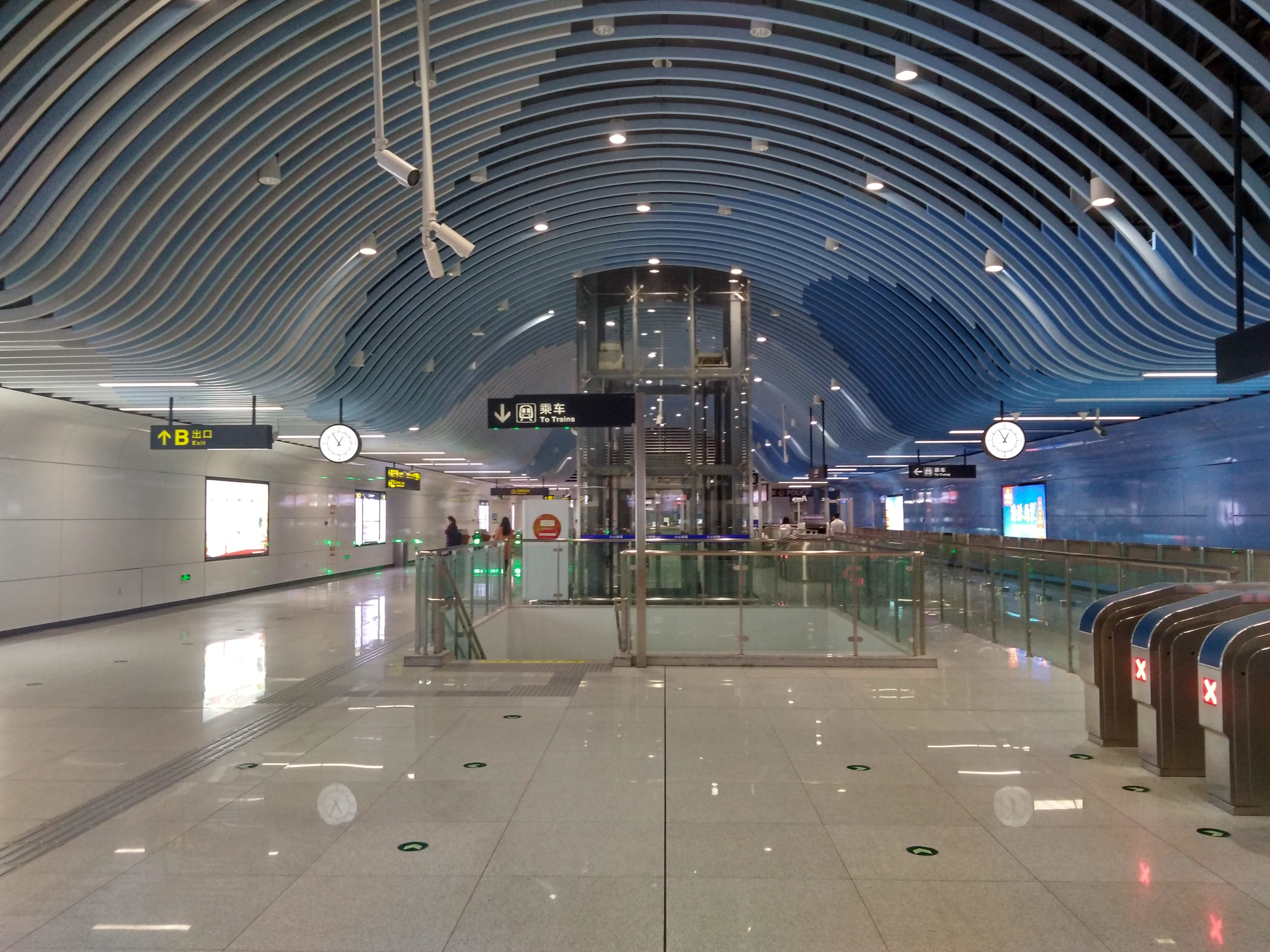
站厅

高雄路站位于香港中路与高雄路、江西路交叉口，沿香港中路设置，呈东西走向，为地下两层岛式站台车站，车站长206.2米，宽19.3米，车站地下一层为站厅层，地下二层为站台层，站台设置全高站台门。
| 地面              | 出入口 | A、B1、B2、C出入口                                                                                              |
| 地下一层          | 站厅   | 客服中心、自动售票机、验票机                                                                                    |
| 地下二层          | 站台   | \| \| \| 2号线往四川路（轮渡）（燕儿岛路） \| \| 島式 · 開左邊车门 \| \| \| \| \| \| 2号线往李村公园（麦岛） \| |
|                   |        | 2号线往四川路（轮渡）（燕儿岛路）                                                                               |
| 島式 · 開左邊车门 |        | |
|                   |        | 2号线往李村公园（麦岛）                                                                                         |

## 出入口
高雄路站共设4个出入口，各出口及周围设施如下所示：
| 编号                | 指示                     | 建议前往的目的地                                                                                       | 图片 |
| ------------------- | ------------------------ | --- | ---- |
| A · 出口 · （设有） | 香港中路(北)             | 琴岛大厦，香港置地，丽晶御筑，香港花园                                                                 |      |
| B · 1 · 出口        | 高雄路(北)               | 青岛大学附属中学燕儿岛校区，青岛金门路小学，山东省青岛第五十七中学，山东省青岛第五中学，辛家庄北山公园 |      |
| B · 2 · 出口        | 高雄路(南)               | 青岛大学基隆路小学，海洋大厦                                                                           |      |
| C · 出口            | 香港中路(南)，台湾路(东) | 银海大厦，丽晶大酒店，德宝花园大酒店，台湾花园                                                         |      |
| 图例： 设有         |                          | |      |

## 接驳交通

### 公交车
- 香港中路高雄路：31路环行，222路，309路，321路环行，363路，623路
- 高雄路：125路，222路，227路，309路，316路，320路，322路，363路，604路环行

## 车站历史
本站工程名与正式站名均为高雄路站，以车站横跨的高雄路命名。
- 2017年12月10日，车站随2号线一期东段通车开通[1]。